# Euscarthmus fulviceps
Az Euscarthmus fulviceps a madarak (Aves) osztályának verébalakúak (Passeriformes) rendjébe és a királygébicsfélék (Tyrannidae) családjába tartozó faj.

## Rendszerezése
A fajt Philip Lutley Sclater angol ügyvéd és zoológus írta le 1871-ben. Egyes szervezetek szerint az Euscarthmus meloryphus alfaja Euscarthmus meloryphus fulviceps néven.

## Előfordulása
Ecuador és Peru területén honos. Természetes élőhelyei a szubtrópusi és trópusi száraz erdők és bokrosok, valamint legelők. Állandó, nem vonuló faj.

## Természetvédelmi helyzete
Az elterjedési területe rendkívül nagy, egyedszáma pedig növekszik. A Természetvédelmi Világszövetség Vörös listáján nem fenyegetett fajként szerepel.